# Tigeröga (växt)
Tigeröga (Coreopsis tinctoria) är en ettårig (anuell) växt. Den växer i södra Kanada, i USA:s inland och i norra Mexiko.